# Callipogon cinnamomeus
Espèce
Callipogon cinnamomeus est une espèce de coléoptères de la famille des Cerambycidae, de la sous-famille des Prioninae, de la tribu des Callipogonini, du genre Callipogon et du sous-genre Orthomegas.

## Dénomination
- Le genre Callipogon a été décrit par l'entomologiste suédois Carl von Linné en 1758, sous le nom initial de Cerambyx cinnamomeus. Le nom complet est Callipogon (Orthomegas) cinnamomeus.

### Synonymie
- Cerambyx cinnamomeus Linné, 1758 (protonyme)[1]
- Prionus mucronatus (Fabricius, 1775)
- Cerambyx cinctus (Voet, 1778)
- Prionus corticinus (Olivier, 1790)
- Prionus spadiceus (Dalman 1817)
- Callipogon corticanum (Williams, 1929)
- Callipogon cinnamomeum (Linné) mauvaise orthographe

## Répartition
- Bolivie, Brésil, Guyane, Pérou.

### Articles liés
- Callipogon
- Galerie des Cerambycidae